# Мирјана Капетановић
Мирјана Капетановић (Коњиц, 18. март 1959) је босанскохерцеговачка књижевница и новинарка.

## Биографија
Мирјана је свестрана уметница. Школовала се у Коњицу. Дуги низ година певала је у светски познатом хору Девојке с Неретве, Женском градском хору и ансамблу Резонанца. Активна је чланица у Аматерског казалишта Неретва Коњиц.
Бавила се хуманитарним радом у оквиру хуманитарних организација Храна за живот у Сарајеву, Мерхамет у Коњицу, Виндол за децу света и Завод ЕкоАлт Виндол у Словенији, Удружење Жена за жену у Коњицу и самостално, што јој је и сада најдража преокупација.
Дуги низ година радила је као новинарка Радио Коњица и Радио ФЕРН-а, као дописница Вечерњих новина (касније Јутарњих новина), Дневног Аваза, часописа за жене Азра, часописа Арка. Десет година је стална сарадница новинске куће Цолор Пресс Гроуп из Новог Сада. Широких интересовања и занимања сарађивала је са низом часописа у Хрватској и Србији. Објављивала је кратке приче у књижевним часописима Лица (Сарајево), Дињан (Тузла), Књижевни преглед (Београд), Авлија (Рожаје), те на интернету. У току новинарског деловања објавила је преко 500 чланака, интервјуа, дописница, преко 150 ауторских емисија као што су Говинда, На граници могућег, Плава планета, емитираних на Радио Коњицу, те мноштво радијских прилога у сарадњи са другим уредницима и емисијама на радио ФЕРН-У, БХР1 и Радио Коњицу.
Задњих десет година искључиво се бави књижевним радом. Има двоје деце, Едвина и Ирину, познату босанскохерцеговачку певачицу.

## Награде
- 2010. године награда за причу Функционер, Зборник КНС „Капија Истока и Запада“, КНС Ново Сарајево
- 2010. године за причу Фризерка Зборник Најбоља љетња прича 20+1, Брод књижара Загреб
- 2011. године награда за причу Шофер Нућо, Зборник КНС Ново Сарајево
- 2011. године за приче Љетњи пљусак и Индијанска, Зборник Најкраће приче, Издавачка кућа Алма Београд
- 2011. године за причу Вук, Зборник КНС Духовна конекција, КНС Ново Сарајево
- 2011. године за причу Морална особа ЊХФ 2011, зборник најбољих прича, Широки Бријег
- 2011. године за причу Један живот у мање од 900 знакова, побједничка прича на конкурсу за Најкраћу причу 2011 ИК Алма Београд
- 2012. године за причу Слет, кокта и содар Светозар Јовановић, зборник Авлија Рожаје
- 2013. године за причу Пасторала, зборник Авлија Рожаје
- 2014. године за причу Како се козмополитизам уселио у Горњу Дренаву, Фанзин ЊХФ 12, Широки Бријег
- 2015. на Светском Конгресу жена у Милану додељена јој је награда за животно дело Донне цхе це л`ханно фатта (Жена која је успјела) као једној од 40 жена у свету
- 2015. године прва награда за причу на тему геноцида над Бошњацима у Сребреници, Фондације Лијепа ријеч из Коњица
- 2017. године за ЊХФ причу Из земље, на земљи и у земљу, фанзин ЊХФ 15
- 2017. године Вечерњи лист Мостар, у конкуренцији за Вечерњаков печат је кандидира за личност године БиХ у области културе и гласовима грађана и стручног жирија бива изабрана међу троје најбољих